# Tis červený v sadech Svobody
Tis červený v sadech Svobody je památný strom - tis červený/obecný (Taxus baccata), který je nedaleko litinové sochy bohyně Ceres u tzv. Schinzelova domu v sadech Svobody v části Město v Opavě v okrese Opava. Nachází se v pohoří Opavská pahorkatina v Moravskoslezském kraji.

## Další informace
Tento dvoudomý jehličnan je samčího pohlaví. Podle údajů z roku 2015:
| Výška stromu:                 | 13,2 m           |
| Obvod kmene ve výčetní výšce: | 1,43 m           |
| Ochranné pásmo:               | dle zákona       |
| Datum vyhlášení:              | 3. července 2015 |

## Galerie

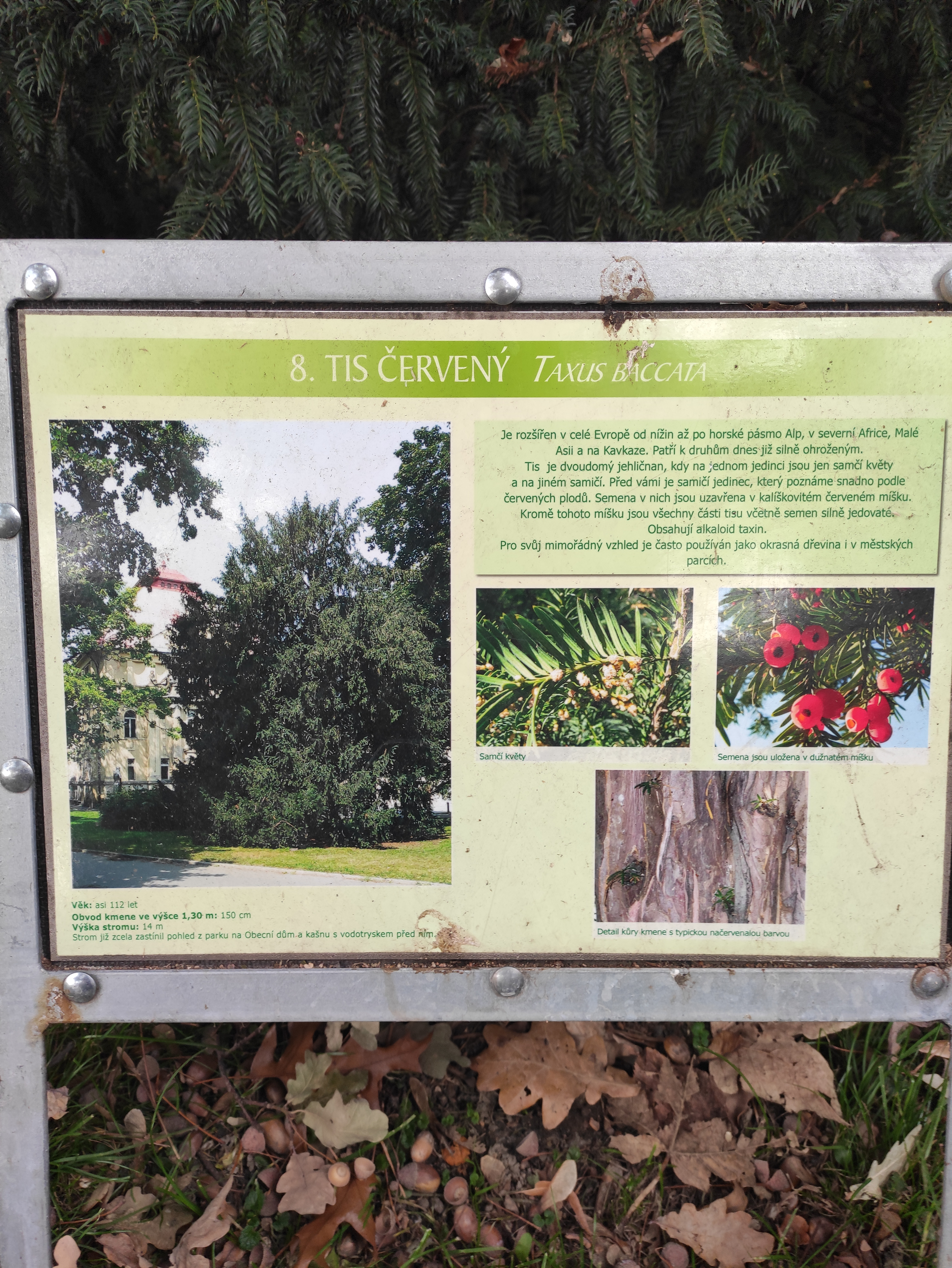
Informační panel u stromu